# 訾敖
訾敖（しごう）は、春秋時代の楚の王。姓は羋、氏は熊。諱は比。共王の子。

## 生涯
郟敖4年（紀元前541年）11月、郟敖が公子囲に殺害されると、熊比は晋に亡命した。霊王12年（紀元前529年）4月、晋から帰国した。弟の公子黒肱・公子弃疾や陳や蔡の人々と結んで、兄の霊王を討つべく、国都の郢を攻撃した。熊比は楚王を称し、公子黒肱を令尹とし、公子弃疾を司馬とした。5月、霊王を自殺に追いつめた。しかし新王の訾敖（熊比）は霊王の死の知らせを聞いていなかった。観従が訾敖に公子弃疾を殺害するよう勧めたが、訾敖は「酷いことはできない」と言って聞き入れなかった。
ほどなく国都で「王入矣（王が入城なさった）」という流言があり、さらに公子弃疾が「王至矣（王が到着なさった）」と触れ回らせた。霊王の帰還と国人の離反を信じ込んだ訾敖と公子黒肱は自殺した。